# Tipula (Vestiplex) mediovittata
Tipula (Vestiplex) mediovittata is een tweevleugelige uit de familie langpootmuggen (Tipulidae). De soort komt voor in het Palearctisch gebied.